# TVB盃
TVB盃（英語：TVB Cup），前稱無綫電視盃，由電視廣播有限公司贊助，是現今香港賽馬會舉辦的贊助盃賽，於沙田馬場舉行，是現時香港賽馬會舉辦的第一班盃賽。

## 賽事歷史
1997/1998年度馬季，無綫電視獲得香港賽馬會賽馬節目的播映權，遂贊助舉辦「無綫電視盃」賽事，首屆賽事於1998年2月7日舉行，最初為第一班讓磅賽，2000/2001馬季調整為精英班讓磅賽。無綫電視盃賽事舉辦至2001/2002馬季亞洲電視重新獲得香港賽馬會賽馬節目的播映權為止。雖然TVB已於2015年9月重新獲得香港賽馬會電視播映權，但未有參與賽馬節目的製作。直到2019年TVB才參與賽馬節目製作，並於網絡平台MyTV SUPER播出。
2022/2023年馬季，無綫電視盃復辦，並改名為「TVB盃」，為一場第二班2000米讓磅賽，且定於2023年2月19日舉行「TVB賽馬日」。除TVB盃外，當日其餘各場讓賽的名字乃分別以電視廣播有限公司慈善基金（TVB愛心基金）、無綫電視慈善節目（《萬眾一心耀東華》、《善心滿載仁愛堂》、《慈善星輝仁濟夜》、《星光熠熠耀保良》、《歡樂滿東華》、《博愛歡樂傳萬家》、《慧妍雅集愛心傳承》）、以及無綫電視歌唱選秀節目《中年好聲音》來命名。
2023/2024年馬季，於2024年2月18日（農曆正月初九日）舉行「TVB賽馬日」，其中各場讓賽的名字與2022/2023馬季大致上相同，除了以《香港小姐競選》取代《慧妍雅集愛心傳承》。
2024/2025年馬季，於2025年2月9日舉行「TVB賽馬日」，本年重點賽事「TVB盃」為一班1200米。另外各場讓賽的名字與2022/2023、2023/2024馬季大致上相同，不過，TVB愛心基金讓賽的名字則由《精彩人生樂善心》取代，而香港小姐競選讓賽的名字則由《俠醫》、《金式森林》（無綫電視2025年重頭劇集）取代。

## 歷屆勝出馬匹
| 年份 | 勝出馬匹 | 年齡 | 騎師   | 練馬師   | 馬主             | 途程 | 賽事班次 | 時間    |
| ---- | -------- | ---- | ------ | -------- | ---------------- | ---- | -------- | ------- |
| 1998 | 多多勁   | 4    | 韋達   | 愛倫     | 永威賽馬團體     | 1200 | 1        | 1:09.50 |
| 1999 | 靚蝦王   | 3    | 金仕芬 | 姚本輝   | 劉錫康先生及夫人 | 1200 | 1        | 1:08.90 |
| 2000 | 魅力之城 | 3    | 馬佳善 | 大衛希斯 | 凌釗城           | 1200 | 1        | 1:09.20 |
| 2001 | 必全勝   | 6    | 賴維銘 | 吳定強   | 許晉強           | 1600 | 精英班   | 1:34.40 |
| 2023 | 健康快駒 | 5    | 布文   | 蔡約翰   | 黃文莉與王惠貞   | 2000 | 2        | 2:03.41 |
| 2024 | 增有     | 5    | 艾道拿 | 賀賢     | 馬藝與曾水達     | 1400 | 2        | 1:22.07 |
| 2025 | 幸運有您 | 7    | 霍宏聲 | 羅富全   | 梁文謙           | 1200 | 1        | 1:08.47 |